# Lorenzo Torretta
Lorenzo Gaspare Torretta (Saronno, 27 gennaio 1879 – Milano, 14 febbraio 1949) è stato un ostacolista, velocista e calciatore italiano, di ruolo difensore.

## Carriera
Atleta della Ginnastica Mediolanum, si distinse in particolare nelle gare di atletica dei 100 metri e della corsa a ostacoli.
Appassionato di ogni tipo di sport, giocò anche a calcio come difensore durante la prima stagione agonistica del Milan nel 1900, chiusa alle semifinali. L'anno seguente risulta in forza alla Mediolanum.
I suoi resti si trovano in una celletta al Cimitero Monumentale.

## Palmarès

### Calciatore

#### Club

##### Altre Competizioni
- Medaglia del Re: 1

Milan: 1900
- Torneo FGNI: 1

Mediolanum: 1901